# Gypsy Rose Lee
Gypsy Rose Lee (rodným jménem Rose Louise Hovicková; 8. ledna 1911 – 26. dubna 1970) byla americká burleskní bavička, striptérka, kabaretní umělkyně, herečka i dramatička, jejíž monografie z roku 1957 byla adaptována do divadelního muzikálu Gypsy z roku 1959.

## Život

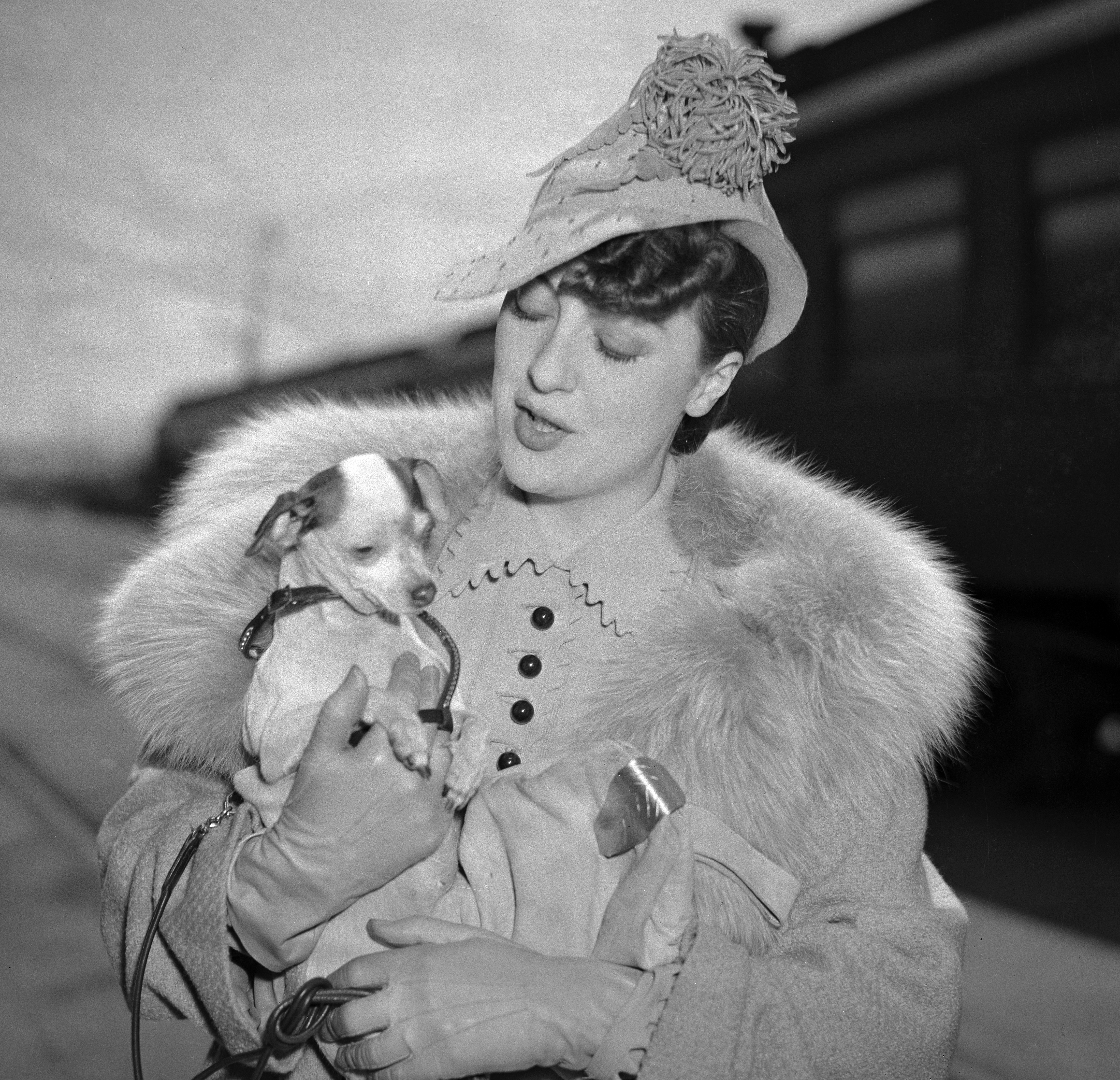
Gypsy Rose Lee v roce 1937

Narodila se 8. ledna 1911 ve městě Seattle ve státě Washington (jako datum narození však vždy uváděla 9. leden). Jejími rodiči byli John Olaf Hovick – reportér pracující pro deník The Seattle Times pocházející z Norska a Rose Thompson Hovicková s německými kořeny. Louise, jak jí v rodině říkali, měla také mladší sestru June, ze které se později stala herečka a tanečnice známá pod uměleckým jménem June Havoc. Jejich matka si June kvůli jejímu zjevnému uměleckému talentu oblíbila, a proto jí také věnovala mnohem více pozornosti.  Dne 20. srpna 1915 se však kvůli rozdílným názorům na budoucnost svých dcer rozvedla a o necelý rok později se vdala podruhé, za obchodníka Judsona Brennermana. I s Brennermanem se však po roce rozvedla.
Brzy si ale uvědomila, že její rodinu a dvě dcery nemá kdo živit a svou tehdy pouze dvouletou oblíbenkyni June nakonec donutila, aby začala vystupovat ve vaudeville. Měsíčník Vanity Fair ji také nazval „nejmenší baletkou na světě“. Obě dcery s matkou však brzy odcestovaly do Hollywoodu, kde se Rose podařilo prosadit svou dceru June i do dvou krátkometrážních filmů režiséra Alfreda J. Gouldinga.
Během celého dětství i dospívání byla Louis svou matkou neustále přehlížena a zanedbávána, a nakonec se jí nedostalo ani žádného vyššího vzdělání. To vše na úkor své sestry June, na kterou jejich matka soustředila naprostou většinu své pozornosti. V roce 1928 však June po vystoupení v divadle Jayhawk v kansaské Topece se svým tanečním partnerem Bobbym Reedem utekla a ve své kariéře pokračovala dál jako taneční maratonkyně. To její matku však nesmírně naštvalo a při jejich prvním setkání se Reeda dokonce pokusila zastřelit.
Louise bez své sestry nedokázala jejich číslo sama udržet, ale v Kansas City potkala agenta, který jí nabídl místo striptérky v jednom burleskním vystoupení. Od diváků se jí dostalo nadšených reakcí, a tak se rozhodla ve vystoupeních pokračovat. Brzy si změnila jméno na Gypsy Rose Lee a stala se jednou z největších hvězd Minsky's Burlesque, kde zůstala po dobu čtyř let.
V letech 1937–1938 se také objevila v pěti hollywoodských snímcích, ale hned poté se vrátila do New Yorku, kde se objevila v hudební revue Star and Garter svého milence Michaela Todda. Gypsy si časem vybudovala svůj vlastní originální a „důstojnější“ styl striptýzu, který žurnalista a kritik H. L. Mencken pojmenoval jako „ekdysiast“. S tímto stylem se předvedla také v čísle Zip! v muzikálu Pal Joey, ve kterém se na Broadwayi objevovala také její sestra s Gene Kellym. Gypsy se po boku hollywoodských hvězd předvedla i ve filmu Stage Door Canteen.
V roce 1941 napsala svůj první román s názvem The G-String Murders, který byl o dva roky později zfilmován jako Lady of Burlesque s Barbarou Stanwyckovou v hlavní roli. Po smrti své matky vydala své paměti, které také posloužily jako předloha k muzikálu Gypsy, který byl v roce 1962 rovněž zfilmován.
V posledních letech se Gypsy objevovala i v televizních filmech, seriálech i talk show a 26. dubna 1970 zemřela ve věku 59. let na rakovinu plic.

## Zajímavosti

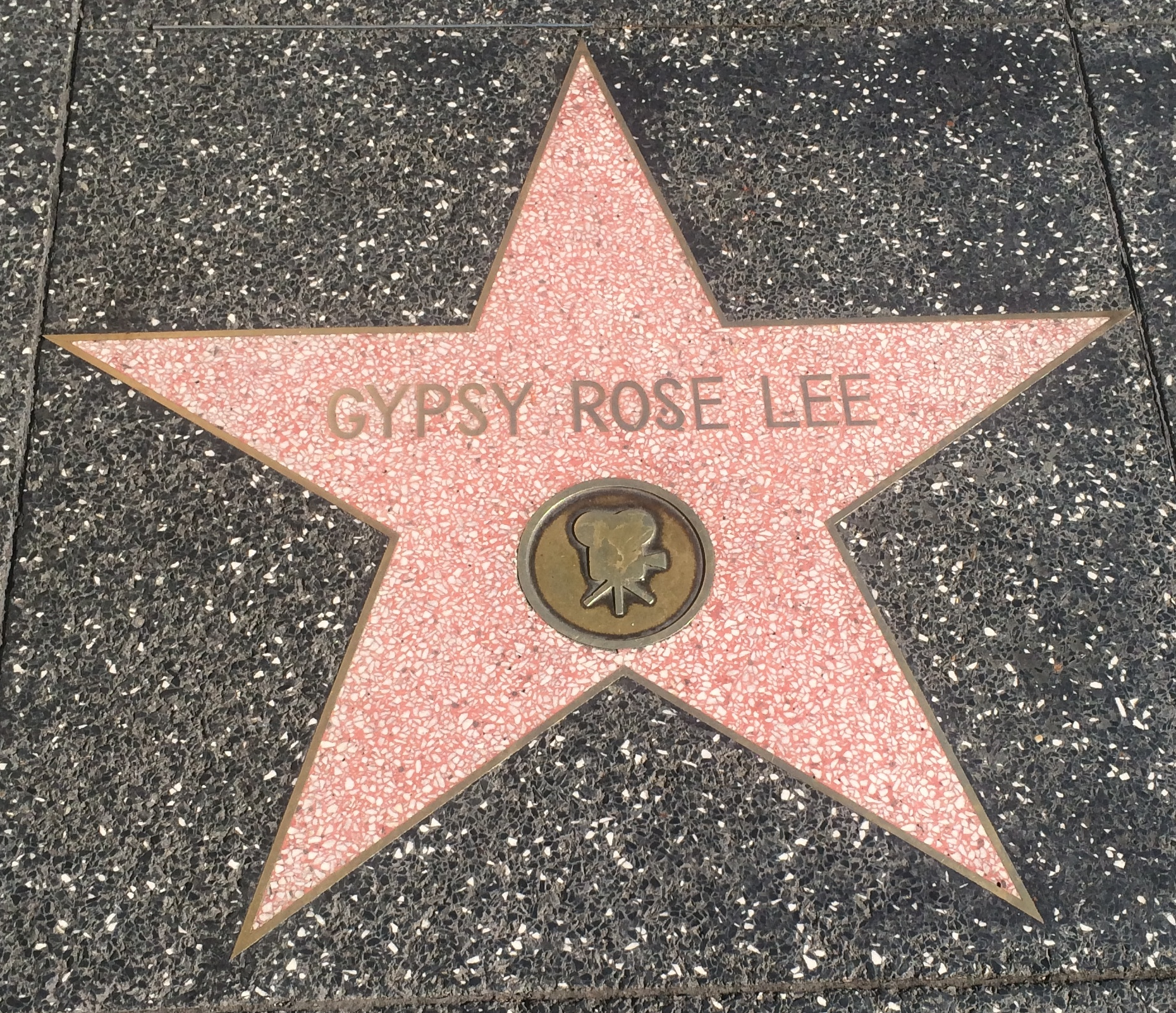
Hvězda Gypsy Rose Lee na Hollywoodském chodníku slávy

- Punková kapela The Distillers složila skladbu Gypsy Rose Lee, která vyšla na jejich debutovém albu v roce 2000.[7]
- Gypsy Rose Lee má také svou hvězdu na Hollywoodském chodníku slávy.

## Filmografie
- 1937 Slečna spisovatel (režie Norman Taurog)
- 1937 Ali Baba Goes to Town (režie David Butler)
- 1938 Sally, Irene and Mary (režie William A. Seiter)
- 1938 Battle of Broadway (režie George Marshall)
- 1938 My Lucky Star (režie Roy Del Ruth)
- 1943 Stage Door Canteen (režie Frank Borzage)
- 1944 Belle of the Yukon (režie William A. Seiter)
- 1952 Muchachas de Bagdad (režie Edgar G. Ulmer a Jerónimo Mihura)
- 1958 Screaming Mimi (režie Gerd Oswald)
- 1958 Wind Across the Everglades (režie Nicholas Ray)
- 1963 The Stripper (režie Franklin J. Schaffner)
- 1966 The Trouble with Angels (režie Ida Lupinová)
- 1993 Gypsy (režie Emile Ardolino, archivní záběry)

### TV filmy
- 1965 Who Has Seen the Wind? (režie George Sidney)
- 1969 The Over-the-Hill Gang (režie Jean Yarbrough)

### Seriály
- 1956–1958 The United States Steel Hour (2 epizody)
- 1958 Modern Romances (1 epizoda)
- 1964 Burke's Law (1 epizoda, režie Gene Nelson)
- 1966 The Pruitts of Southampton (4 epizody)
- 1966 Batman (1 epizoda, režie George Waggner)
- 1968 The Name of the Game (1 epizoda, režie Leslie Stevens)